# کیم هان مین
کیم هان مین (کره‌ای: 김한민؛ زادهٔ ۵ نوامبر ۱۹۶۹) کارگردان فیلم و فیلم‌نامه‌نویس اهل کره جنوبی است. او به خاطر کارگردانی فیلم‌های جنگ کمان‌ها (۲۰۱۱)، دریاسالار: امواج خروشان (۲۰۱۴) و هانسان: خیزش اژدها (۲۰۲۲) شناخته می‌شود.

## فیلم‌شناسی

### فیلم بلند
| سال  | نام                          | اعتبار به عنوان | اعتبار به عنوان | اعتبار به عنوان | توضیحات                     |
| سال  | نام                          | کارگردان        | نویسنده         | تهیه‌کننده       | توضیحات                     |
| ---- | ---------------------------- | --------------- | --------------- | --------------- | --------------------------- |
| ۲۰۰۷ | بهشت کشته‌شده                 | آری             | آری             | نه              |                             |
| ۲۰۰۹ | تلفن همراه                   | آری             | آری             | نه              | همچنین ویرایشگر متن، بازیگر |
| ۲۰۱۱ | جنگ کمان‌ها                   | آری             | آری             | نه              |                             |
| ۲۰۱۴ | دریاسالار: امواج خروشان      | آری             | آری             | آری             |                             |
| ۲۰۱۵ | شکار                         | نه              | اقتباسی         | آری             |                             |
| ۲۰۱۵ | امواج خروشان: جاده دریاسالار | آری             | نه              | آری             | مستند                       |
| ۲۰۱۹ | نبرد: غرش تا پیروزی          | نه              | اقتباسی         | آری             |                             |
| ۲۰۲۰ | اوه! مامان بزرگ من           | نه              | اقتباسی         | آری             |                             |
| ۲۰۲۲ | هانسان: خیزش اژدها           | آری             | آری             | نه              | کوآن یول                    |
| TBA  | نوریانگ                      | آری             | آری             | نه              |                             |